# Lespugue
Lespugue is een gemeente in het Franse departement Haute-Garonne (regio Occitanie) en telt 73 inwoners (2009). De plaats maakt deel uit van het arrondissement Saint-Gaudens.

## Geografie
De oppervlakte van Lespugue bedraagt 4,9 km², de bevolkingsdichtheid is dus 14,9 inwoners per km².
De onderstaande kaart toont de ligging van Lespugue met de belangrijkste infrastructuur en aangrenzende gemeenten.

## Demografie
Onderstaande figuur toont het verloop van het inwonertal (bron: INSEE-tellingen).